# 부용초등학교 (전북)
부용초등학교는 대한민국 전북특별자치도 김제시 백구면 월봉리에 있는 공립 초등학교이다.

## 학교 연혁
- 1920년 9월 21일 설립인가
- 1921년 5월 20일 부용공립보통학교 개교(4년제)
- 1938년 4월 1일 백구공립심상소학교로 개칭
- 1941년 4월 1일 백구공립국민학교로 개칭
- 1950년 6월 1일 백구국민학교로 개칭
- 1952년 11월 14일 부용국민학교로 개칭
- 1982년 3월 2일 병설유치원 설립
- 1996년 3월 1일 부용초등학교로 개칭
- 2016년 3월 1일 제29대 이명숙 교장 부임
- 2018년 2월 9일 제92회 졸업(졸업생 연인원 7455명)

## 참고 자료
- 부용초등학교 - 한국교육학술정보원 학교알리미